# Loxosomella tonsoria
Loxosomella tonsoria är en bägardjursart som beskrevs av Emschermann 1993. Loxosomella tonsoria ingår i släktet Loxosomella och familjen Loxosomatidae. Inga underarter finns listade i Catalogue of Life.